# Syväjärvi (sjö i Finland, Norra Österbotten, lat 64,58, long 26,48)
Syväjärvi är en sjö i Finland. Den ligger i kommunen Utajärvi i landskapet Norra Österbotten, i den centrala delen av landet, 500 km norr om huvudstaden Helsingfors. Syväjärvi ligger 127,3 meter över havet. I omgivningarna runt Syväjärvi växer i huvudsak barrskog. Arean är 11,5 hektar och strandlinjen är 2,35 kilometer lång. Sjön  ingår i Uleälvens huvudavrinningsområde. 